# Lycodes eudipleurostictus
Lycodes eudipleurostictus är en fiskart som beskrevs av Jensen 1902. Lycodes eudipleurostictus ingår i släktet Lycodes och familjen tånglakefiskar. Inga underarter finns listade i Catalogue of Life.